# Stupsk (gemeente)
De gemeente Stupsk is een landgemeente in het Poolse woiwodschap Mazovië, in powiat Mławski.
De zetel van de gemeente is in Stupsk.
Op 30 juni 2004 telde de gemeente 5063 inwoners.

## Oppervlakte gegevens
In 2002 bedroeg de totale oppervlakte van gemeente Stupsk 118,04 km², waarvan:
- agrarisch gebied: 82%
- bossen: 13%

De gemeente beslaat 10,08% van de totale oppervlakte van de powiat.

## Demografie
Stand op 30 juni 2004:
| Omschrijving                   | Totaal | Totaal | Vrouwen | Vrouwen | Mannen | Mannen |
| ------------------------------ | ------ | ------ | ------- | ------- | ------ | ------ |
| eenheid                        | aantal | %      | aantal  | %       | aantal | %      |
| inwoners                       | 5063   | 100    | 2526    | 49,9    | 2537   | 50,1   |
| bevolkingsdichtheid (inw./km²) | 42,9   | 42,9   | 21,4    | 21,4    | 21,5   | 21,5   |

In 2002 bedroeg het gemiddelde inkomen per inwoner 1240,16 zł.

## Sołectwa
Bolewo, Budy Bolewskie, Dąbek, Dunaj, Jeże, Konopki, Krośnice, Morawy, Olszewo-Bołąki, Olszewo-Borzymy, Olszewo-Grzymki, Pieńpole, Rosochy, Strzałkowo, Stupsk, Sułkowo-Kolonia, Wola-Kolonia, Wola Szydłowska, Wyszyny Kościelne, Zdroje, Żmijewo-Gaje, Żmijewo Kościelne, Żmijewo-Kuce, Żmijewo-Ponki, Żmijewo-Trojany

## Overige plaatsen
Biele, Brzeziny, Dąbek-Halinowo, Dąbek-Jankowo, Feliksowo, Gąsiorowizna, Kałęcz, Krajewo, Olszewo-Chlebowo, Olszewo-Marcisze, Olszewo-Reszki, Olszewo-Tosie, Pieczyska, Stare Wyszyny, Stefankowo, Strzałkowo-Dębiny, Strzałkowo-Ojców, Strzałkowo-Ostrów, Sułkowo-Baraki, Trzpioły, Żmijewo-Bagienki, Żmijewo-Łabędy, Żmijewo-Nikły, Żmijewo-Podusie, Żmijewo-Szawły.

## Aangrenzende gemeenten
Grudusk, Regimin, Strzegowo, Szydłowo, Wiśniewo